# Sailfish OS
（中文：旗魚系統）是一個以為基礎的開放原始碼作業系統，主要用於行動裝置，由诺基亚前员工成立的公司在诺基亚于2011年放弃的MeeGo系统的社區開發Mer專案基础上開發而来。

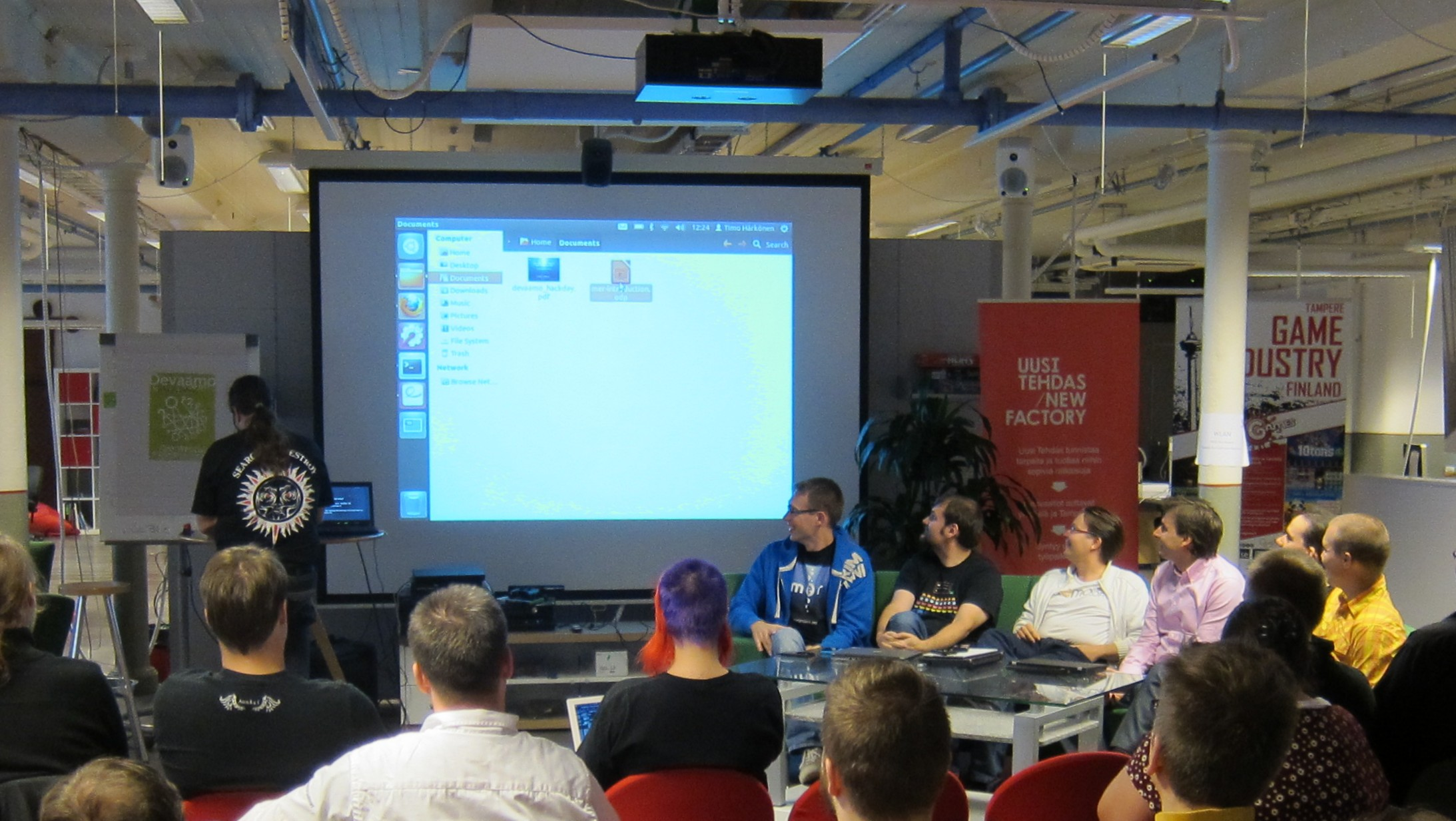
Hackday with Jolla, Mer and Nemo Mobile in September 2012

Sailfish OS支援包括Sony Xperia XA2、Gemini PDA和俄羅斯產的Inoi平板等在內的多款行動裝置。

## 外部連結
- Jolla Official Site（页面存档备份，存于）
- Sailfish OS Wiki